# Resolutie 290 Veiligheidsraad Verenigde Naties
Resolutie 290 van de Veiligheidsraad van de Verenigde Naties werd op 8 december 1970 aangenomen door elf leden van de Veiligheidsraad. De leden Frankrijk, Spanje, het Verenigd Koninkrijk en de Verenigde Staten onthielden zich van de stemming.
De resolutie veroordeelde Portugese aanvallen op Guinee tijdens de onafhankelijkheidsoorlog in Portugees-Guinea.

## Achtergrond
In tegenstelling tot andere Europese landen had Portugal zijn koloniën in 1970 nog steeds niet opgegeven. Het land onderdrukte elke wil daartoe van de bevolking in die gebieden en viel ook buurlanden van de koloniën die de onafhankelijkheidsbewegingen steunden aan. De Verenigde Naties hadden in resolutie 180 er al eerder op aangedrongen dat Portugal zijn koloniën onafhankelijkheid zou verlenen.
De rebellen in Portugees-Guinea werden gesteund door buurland Guinee. Het Portugese leger schond dan ook geregeld de grens tussen beide landen in de strijd tegen de rebellen.

## Inhoud
De speciale missie die de Verenigde Naties op grond van resolutie 289 naar Guinee hadden gestuurd, had verslag uitgebracht. De Portugese aanvallen op Guinee bedreigden de vrede en veiligheid in onafhankelijke Afrikaanse staten, en het Portugese beleid en de aanwezigheid van Portugese koloniën in Afrika bedreigden de vrede en stabiliteit op het continent. Ook werd nog eens bevestigd dat de bevolkingen van Angola, Mozambique en Guinee-Bissau het recht hadden op onafhankelijkheid.
Portugal werd sterk veroordeeld vanwege de invasies, en moest Guinee volledige compensatie betalen voor de aangerichte schade. Alle landen werden opgeroepen Guinee zowel moreel als materieel bij te staan in de verdediging van diens onafhankelijkheid en territoriale integriteit. Daarnaast mochten ze Portugal geen militaire en materiële steun geven waarmee het de onderdrukking van zijn territoria en Afrikaanse landen kon voortzetten, en werd gevraagd Portugal onder druk te zetten. Portugal werd opgeroepen deze territoria onmiddellijk onafhankelijkheid te verlenen. Er werd gewaarschuwd dat effectievere maatregelen zouden volgen indien het andere landen bleef aanvallen.

## Verwante resoluties
- Resolutie 275 Veiligheidsraad Verenigde Naties
- Resolutie 289 Veiligheidsraad Verenigde Naties
- Resolutie 294 Veiligheidsraad Verenigde Naties
- Resolutie 295 Veiligheidsraad Verenigde Naties

Lijst ·  276 ·  277 ·  278 ·  279 ·  280 ·  281 ·  282 ·  283 ·  284 ·  285 ·  286 ·  287 ·  288 ·  289 ·  290 ·  291